# Doug Lidster
John Douglas Andrew „Doug“ Lidster (* 18. Oktober 1960 in Kamloops, British Columbia) ist ein ehemaliger kanadischer Eishockeyspieler und derzeitiger -trainer, der im Verlauf seiner aktiven Karriere zwischen 1977 und 1999 unter anderem 977 Spiele für die Vancouver Canucks, New York Rangers, St. Louis Blues und Dallas Stars in der National Hockey League auf der Position des Verteidigers bestritten hat. Seinen größten Karriereerfolg feierte Lidster in Diensten der New York Rangers mit dem Gewinn des Stanley Cups im Jahr 1994.

## Karriere
Doug Lidster begann seine Karriere als Eishockeyspieler in seiner Heimatstadt, in der er von 1977 bis 1979 für die Kamloops Chiefs bzw. Kamloops Rockets in der kanadischen Juniorenliga British Columbia Hockey League aktiv war. Anschließend besuchte er vier Jahre lang das Colorado College, für dessen Eishockeymannschaft er parallel in der National Collegiate Athletic Association spielte. In den Jahren 1982 und 1983 wurde er jeweils in das First All-Star Team der Western Collegiate Hockey Association gewählt, 1983 zudem in das First All-Star Team der Western Conference der NCAA. Während seiner Collegezeit wurde der Verteidiger im NHL Entry Draft 1980 in der siebten Runde als insgesamt 133. Spieler von den Vancouver Canucks ausgewählt. Für die Canucks spielte er von 1983 bis 1993 in der National Hockey League und entwickelte sich bei der Mannschaft zu einem der Führungsspieler.
Zur Saison 1993/94 wurde Lidster im Tausch gegen John Vanbiesbrouck an die New York Rangers abgegeben, mit denen er auf Anhieb den prestigeträchtigen Stanley Cup gewann. Im Anschluss an diesen Erfolg wurde er zusammen mit Esa Tikkanen im Tausch gegen Petr Nedvěd zu den St. Louis Blues transferiert. Auch dort blieb er nur ein Jahr, ehe er zu den Rangers zurückkehrte, für die er weitere drei Spielzeiten lang aktiv war. Nachdem er zuvor vereinslos war, unterschrieb der erfahrene Kanadier Ende Februar 1999 einen Vertrag als Free Agent bei den Dallas Stars, die in der Saison 1998/99 den Stanley Cup gewannen. Er selbst absolvierte jedoch zu wenig Spiele, um auf dem Pokal eingraviert zu werden. Anschließend beendete er seine Karriere im Alter von 38 Jahren.
In der Saison 2002/03 war Lidster als Assistenztrainer für die Medicine Hat Tigers aus der Juniorenliga Western Hockey League aktiv. Zur Saison 2004/05 wurde er Cheftrainer bei den Saginaw Spirit aus der Ontario Hockey League, wurde jedoch im Laufe der Spielzeit durch den US-Amerikaner Bob Mancini ersetzt. Nach einem Engagement als Assistenztrainer der kanadischen Frauen-Nationalmannschaft war er von 2012 bis 2014 als Assistenztrainer der Texas Stars tätig. Im Juli 2014 nahmen ihn dann die Vancouver Canucks in gleicher Funktion unter Vertrag, wo er Willie Desjardins assistierte. Gemeinsam mit ihm wurde Lidster nach der Saison 2016/17 entlassen.

### International
Für Kanada nahm Lidster an den Olympischen Winterspielen 1984 in Sarajevo teil. Zudem stand er im Aufgebot seines Landes bei den Weltmeisterschaften 1985, 1990 und 1991.

## Erfolge und Auszeichnungen
| - 1982 WCHA First All-Star Team - 1983 WCHA First All-Star Team - 1983 NCAA West First All-Star Team | - 1994 Stanley-Cup-Gewinn mit den New York Rangers - 1998 Spengler-Cup-Gewinn mit dem Team Canada - 2014 Calder-Cup-Gewinn mit den Texas Stars (als Assistenztrainer) |

### International
| - 1985 Silbermedaille bei der Weltmeisterschaft - 1991 Silbermedaille bei der Weltmeisterschaft - 2004 Goldmedaille bei der Frauen-Weltmeisterschaft (als Assistenztrainer) | - 2009 Silbermedaille bei der Frauen-Weltmeisterschaft (als Assistenztrainer) - 2010 Goldmedaille bei den Olympischen Winterspielen (als Assistenztrainer) |

## Karrierestatistik

### International
Vertrat Kanada bei:
- Olympischen Winterspielen 1984
- Weltmeisterschaft 1985
- Weltmeisterschaft 1990
- Weltmeisterschaft 1991

(Legende zur Spielerstatistik: Sp oder GP = absolvierte Spiele; T oder G = erzielte Tore; V oder A = erzielte Assists; Pkt oder Pts = erzielte Scorerpunkte; SM oder PIM = erhaltene Strafminuten; +/− = Plus/Minus-Bilanz; PP = erzielte Überzahltore; SH = erzielte Unterzahltore; GW = erzielte Siegtore; 1 Play-downs/Relegation; Kursiv: Statistik nicht vollständig)